# Imogen Clark
Imogen Louise Clark (Derby, 1 de junio de 1999) es una deportista británica que compite en natación, especialista en el estilo braza.
Ganó dos medallas en el Campeonato Europeo de Natación, en los años 2018 y 2022, y dos medallas de bronce en el Campeonato Europeo de Natación en Piscina Corta de 2023.

## Palmarés internacional
| Campeonato Europeo                  | Campeonato Europeo    | Campeonato Europeo | Campeonato Europeo |
| Año                                 | Lugar                 | Medalla            | Prueba             |
| ----------------------------------- | --------------------- | ------------------ | ------------------ |
| 2018                                | Glasgow (Reino Unido) | Medalla de plata   | 50 m braza         |
| 2022                                | Roma (Italia)         | Medalla de bronce  | 50 m braza         |
| Campeonato Europeo en Piscina Corta |                       |                    |                    |
| Año                                 | Lugar                 | Medalla            | Prueba             |
| 2023                                | Otopeni (Rumania)     | Medalla de bronce  | 50 m braza         |
| 2023                                | Otopeni (Rumania)     | Medalla de bronce  | 4 × 50 m estilos   |